# 迎门洞炮台
迎门洞炮台，位于山东省威海市环翠区刘公岛，为全国重点文物保护单位“刘公岛甲午战争纪念地”之一。现隶属中国甲午战争博物馆。

## 简介
甲午战争日军获胜占领威海。1895年2月17日，日本联合舰队入威海港。2月21日，日军陆地测量部人员登上刘公岛，循黄岛、公所后、旗顶山一线自西向东拍摄照片，重点是铁码头东西的建筑及港内舰船、黄岛炮台、信号台、电灯台等。据此，战后日军参谋本部编辑出版《明治廿七八年日清战史》，其中收有“威海港刘公岛电灯台之东南高地处之东南尖炮台之远景照”，并有小字注释：“右方隆起部之上，备一门克式九珊炮，其下是家屋和兵舍。”这门炮位于山顶一个半地下式炮台内，炮口正对威海湾北口，这就是迎门洞炮台。但该书附录没记录“迎门洞炮台”，日军陆地测量部也没有专门给该炮台拍摄一张照片。
上述“远景照”中的迎门洞炮台也和现存炮台的形制有所不同。照片中炮位是直线竖墙下沉式，而现存的炮位是圆形下沉式。这有可能是英国强租威海卫的1898年至1904年间，为牵制俄国，根据英国对刘公岛作为远东军事要塞的初期定位而对炮台形制做了改变。但不变的是该炮台仍然只配置一门炮。
1988年迎门洞炮台（包括弹药库）作为“刘公岛甲午战争纪念地”之一被公布为全国重点文物保护单位。